# Jacqueline Apithananon
Jacqueline Apithananon (thajsky  แจ็คเกอลิน อภิธนานนท์), Jacqui (thajsky แจ๊กกี้) nebo Natrada  (thajsky ณัฐรดา) Apithananon je thajská filmová herečka.

## Životopis
Pochází z rasově smíšené rodiny, jelikož její matka je Thajka a otec je Kanaďan. Zahrála si hlavní role v mnoha thajských filmech. 7. října 2010 si vzala moderátora Nattakorna Devakulu. Spolu mají syna.

## Filmografie
- 2007: Tajný agent 2 (The Bodyguard 2) jako Paula
- 2008: Piráti z Pacifiku ("Queens of Langkasukajako", "Pirates of Langkasuka", "Legend of Langkasuka" nebo "Legend of the Tsunami Warrior") jako princezna Biru
- 2009: Přemožitelka jako Claire[5][6]